# Schiffsmodelle in Kirchen

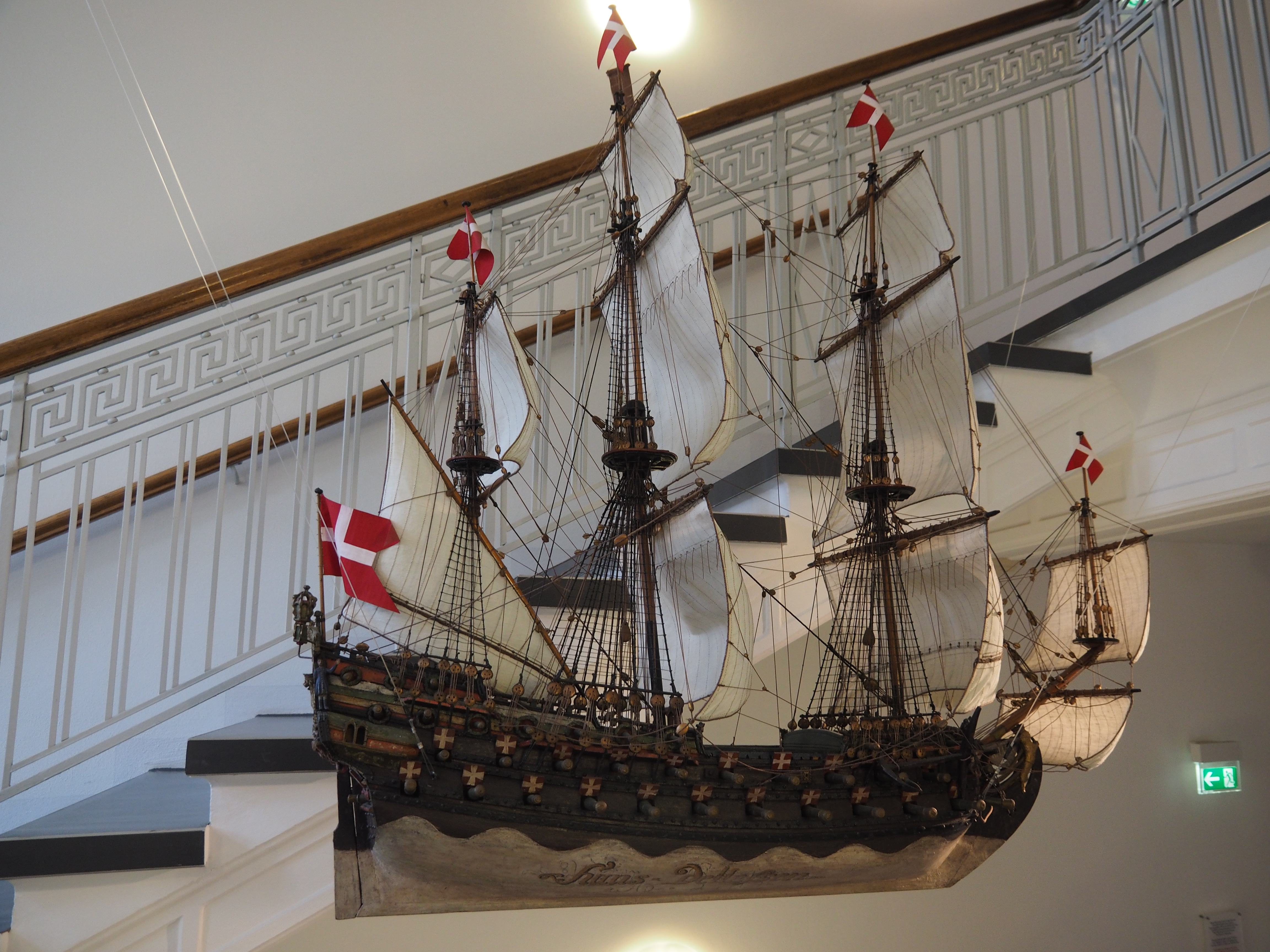
„Urania“ aus der Dorfkirche Großsolt (Schifffahrtsmuseum Flensburg)

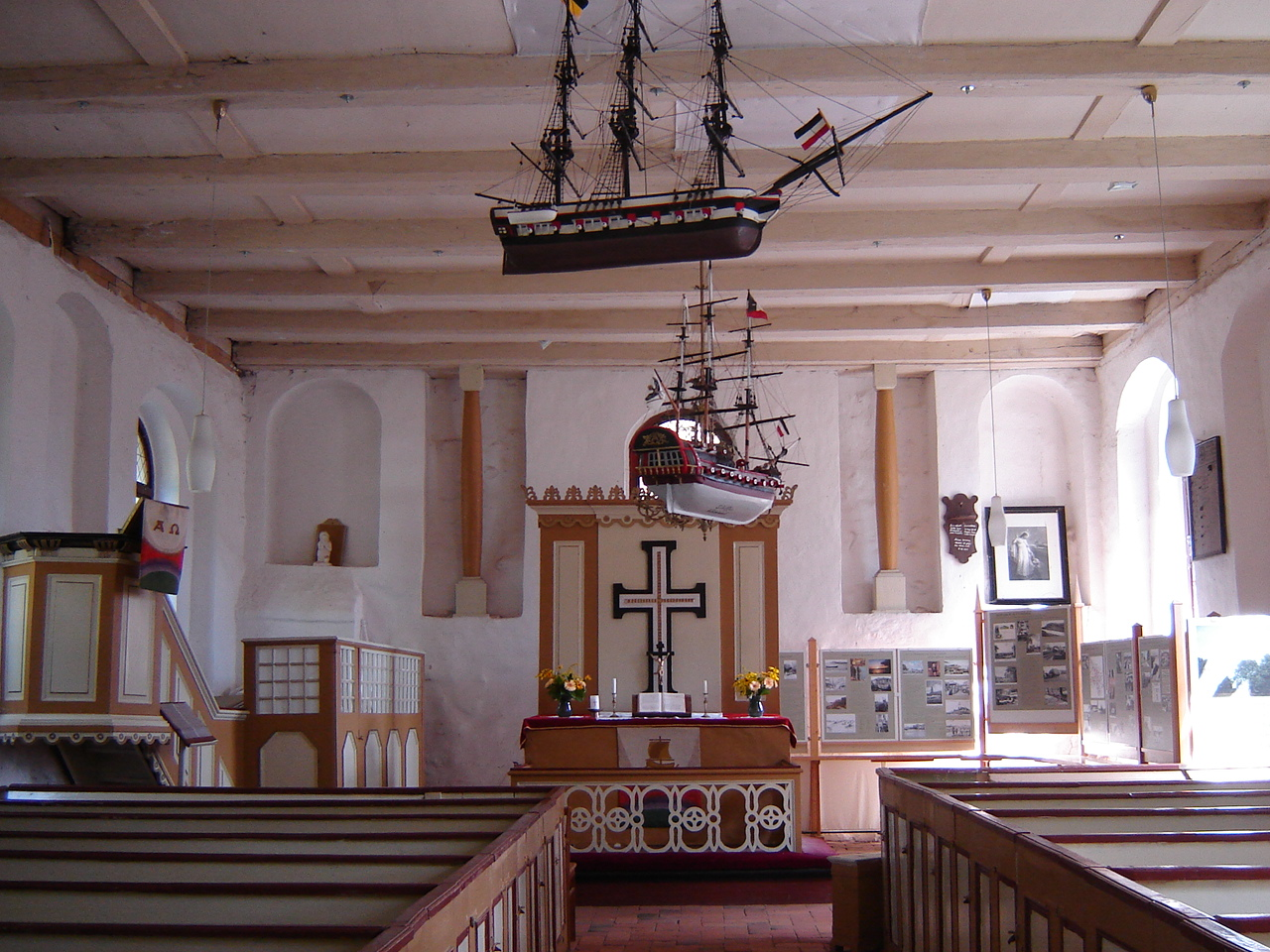
Evangelische Kirche Garz mit Schiffsmodellen

Schiffsmodelle in Kirchen sind Schenkungen von Gilden oder Privatpersonen. Viele europäische Kirchen in Küstennähe besitzen solche Modelle. Sie wurden in katholischen Ländern als Votiv- und Dankesgaben für Rettung aus Seenot gestiftet und werden darum auch Votivschiffe genannt. In den protestantisch geprägten Nord- und Ostseeländern überwiegt die Bedeutung als berufsständische Repräsentation. Die größte Dichte an historischen Schiffsmodellen in Kirchen weist Dänemark mit etwa 1400 Exemplaren auf. Sie werden auf Dänisch kirkeskib, „Kirchenschiff“, genannt.

## Besonderheiten
Die älteren Schiffe wurden meist in einiger Höhe im Kirchenraum aufgehängt. Weil sie von unten betrachtet werden sollten, ist ihre Takelage vergrößert, der Schiffsrumpf dagegen verkleinert dargestellt. Gleichfalls vergrößert sind die Kanonen der im 17. und 18. Jahrhundert häufig dargestellten Kriegsschiffe. Sie stehen für Wehrhaftigkeit. Die Bezeichnung als „Schiffsmodelle“ ist angesichts dieser Verstöße gegen den maßstabsgerechten Nachbau nur begrenzt zutreffend. Es wurden bevorzugt Eindruck machende Schiffe nachgebildet, die nicht der Alltagswirklichkeit entsprachen, sondern „mehrere Nummern zu groß“ waren. Als eine Art „Traumschiffe“ brachten sie die große Welt in die Kirchen der kleinen Hafenstädte und Küstendörfer.
Reparaturen waren besonders an der empfindlichen Takelage immer wieder notwendig. Das geschah bis in jüngste Zeit nicht durch einen Restaurator, sondern durch ein Gemeindeglied mit Kenntnissen vom Schiffsbau. Dabei wurde das Modell oft hinsichtlich der Takelungen, der Farbgebung und der Beflaggung modernisiert. Beispielsweise erhielt die Vergatte von Dierhagen, ein Modell von 1779, im Zuge der Restaurierung eine moderne Takelung und die Kriegsflagge der Weimarer Republik.

## Funktion
Der protestantische Kirchenraum, in dem sich die Gemeinde zum gemeinsamen Sonntagsgottesdienst versammelte, war (nach Konrad Köstlin) ein Ort gesellschaftlicher, öffentlicher Repräsentation. Dem entspricht die Stiftung von Altargerät, Leuchtern, Kirchenfenstern und anderen Ausstattungsstücken, jeweils mit Namen und Wappen wichtiger Familien oder Berufsgruppen. Unter diese Ausstattungsstücke reihten sich die Schiffsmodelle ein. Eine Gruppe von Schiffsmodellen, die um 1900 entstandenen Dioramen, sind seemännische Freizeitarbeiten, die erst nachträglich in den Kirchenraum gelangten und ursprünglich in Familienbesitz waren.
Im 20. Jahrhundert wurden mancherorts Schiffsmodelle als Teil einer modernen Erinnerungskultur gestiftet, man bezog sich damit gemeinsam auf die maritime Vergangenheit des Ortes.

## Bevorzugte Schiffstypen

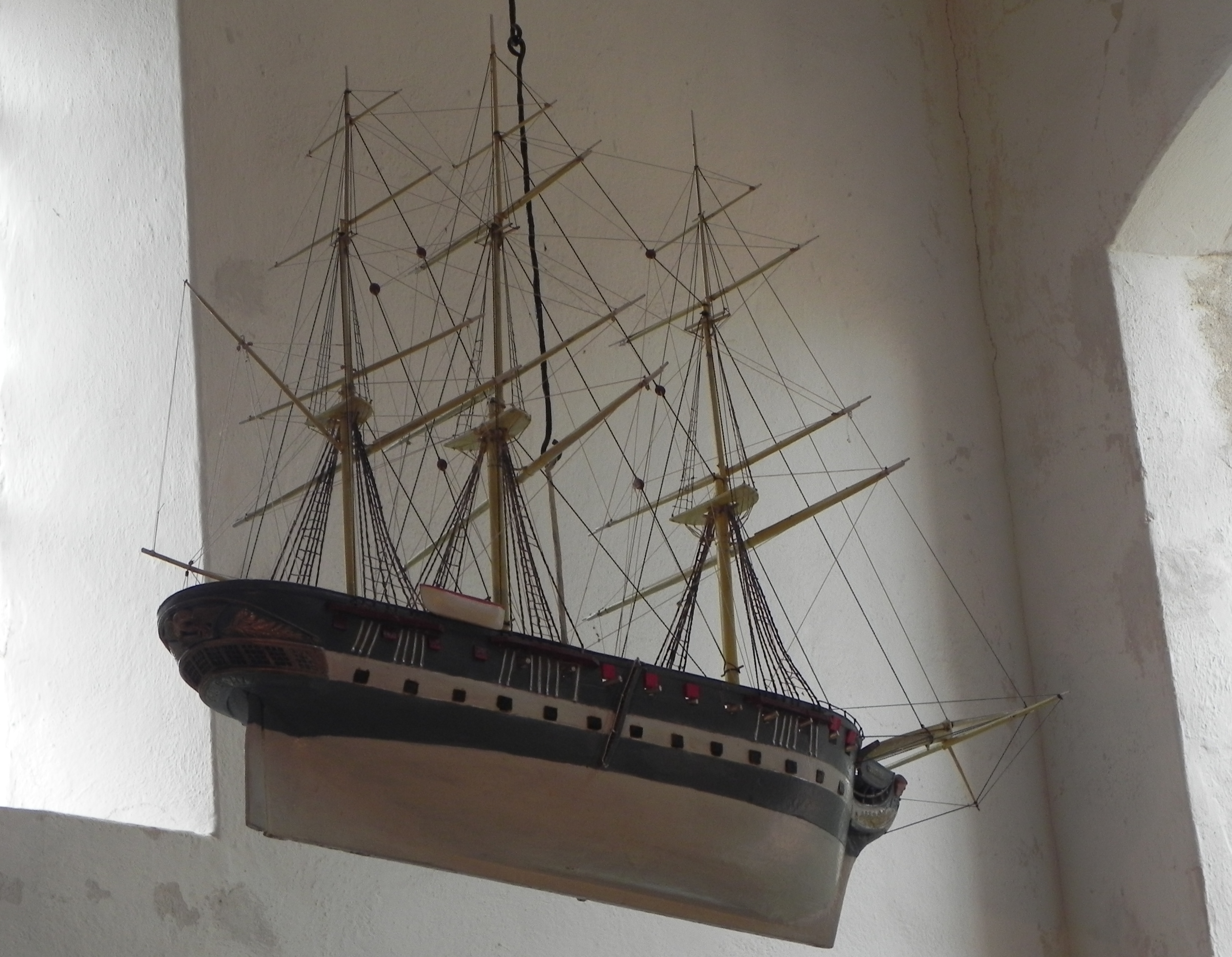
Seemannskirche Prerow, Dreimastfregatte „Peter Kraft“ (1780)

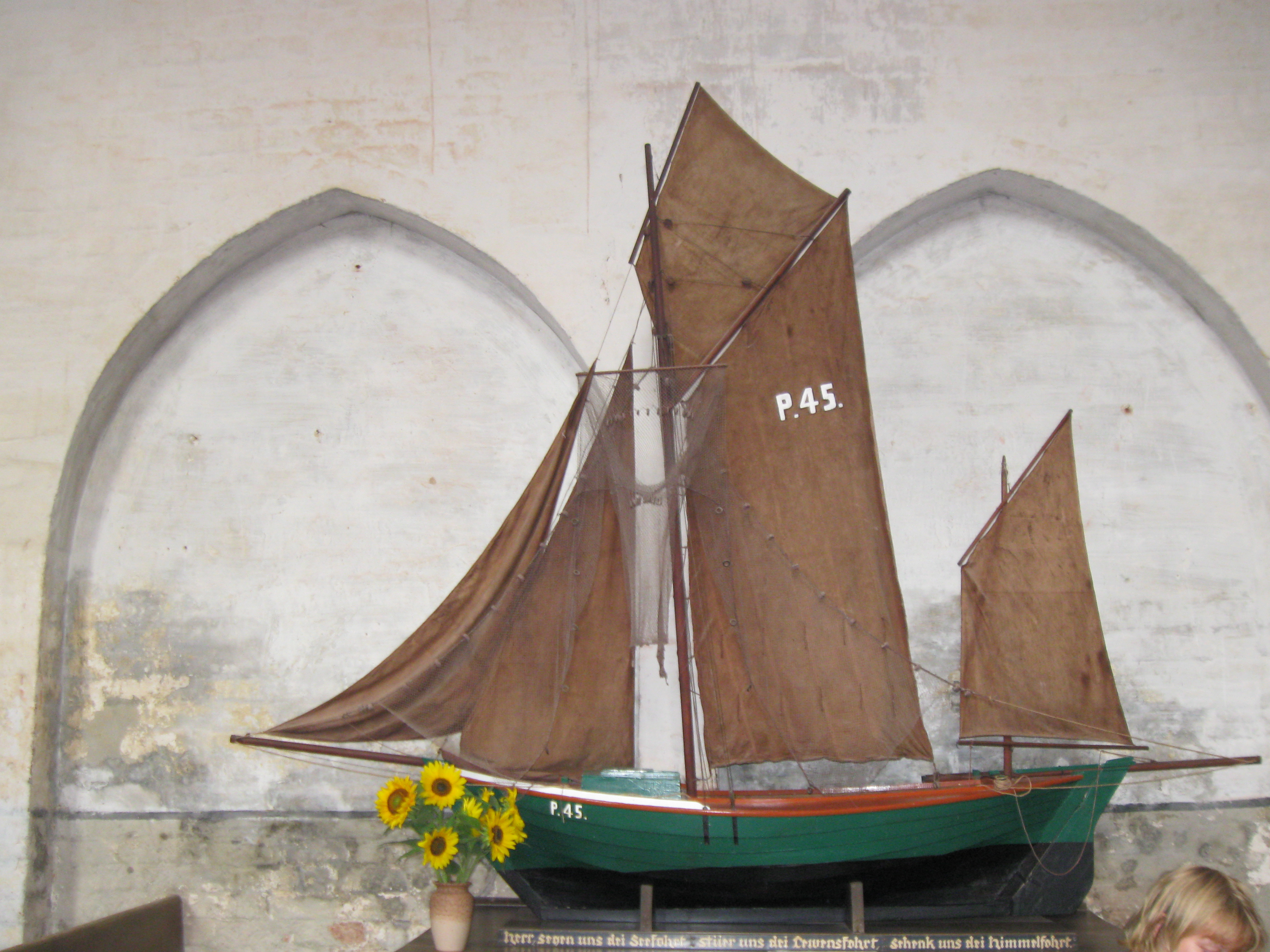
Typisch für das 20. Jahrhundert: Kleinfahrzeuge wie dieses Zeesboot, 1936 von einem Fischer aus Kirchdorf (Poel), Insel Poel, erbaut

### Kriegsschiffe
Unter den ältesten Exemplaren sind eine Reihe dreimastiger Kriegsschiffe, die sich in Dorfkirchen befinden:
- Petrikirche, Landkirchen auf Fehmarn: Adler von Lübeck (1617)
- Johanniskirche, Flensburg-Adelby: Christian Quantus (1688)
- St. Andreas, Lübeck-Schlutup (1712)
- Dorfkirche Großsolt bei Flensburg: Urania (1719, Nachbau in der Kirche; Original im Schifffahrtsmuseum Flensburg)
- Fachwerkkirche Luckow am Stettiner Haff (um 1730)
- Kirche Garz auf Usedom (1770, Nachbau in der Kirche, Original im Museum Wolgast)
- Seemannskirche Prerow auf dem Darß: Peter Kraft (1780)
- Schifferkirche in Arnis, Deutschlands kleinster Stadt: Ansul Arnis (ca. 1730), heute auf Schloss Gottorf

Wolfgang Steusloff deutet diese Schenkungen als „selbstbewußte Zeichensetzungen der prosperierenden Gruppe der ländlichen Seefahrer“. Es sind der Seemannsvolkskunst des 17./18. Jahrhunderts zuzuordnende Modelle, typischerweise mit massiven, aus einem Stück gefertigtem und nachträglich ausgehöhltem Schiffsrumpf.

### Segelschiffe
Im 19. Jahrhundert wurden zunehmend unbewaffnete Handelsschiffe gestiftet, bevorzugt Fregatt- oder Vollschiffe, Barken und Briggs. Kleinere Küstenfahrzeuge kamen kaum in Betracht. Fast immer waren es – zeitgenössische – Segelschiffe (Ausnahmen: ein Schraubendampfer in Wiek auf Rügen und ein Raddampfer in Wieck bei Greifswald). Da die Schiffsmodelle in Kirchen dem Segelschiff verpflichtet blieben, wurde der technische Fortschritt nicht nachvollzogen. Deshalb waren die Schiffsstiftungen im 20. Jahrhundert einerseits historische Schiffstypen bis hin zum Wikingerschiff, andererseits besegelte Kleinfahrzeuge.

## Der Begriff „Votivschiff“

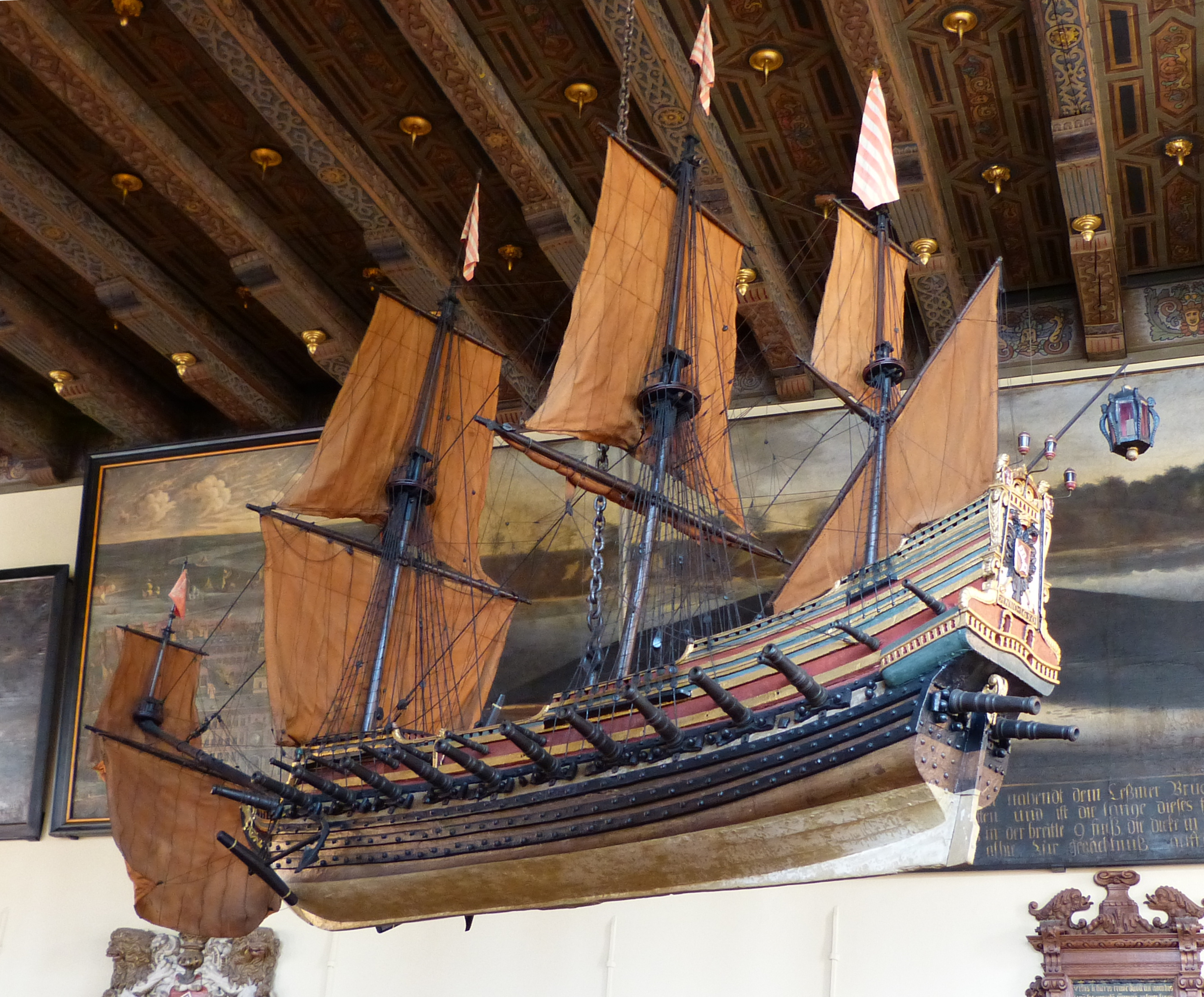
Eines von zwei Orlog-Schiffsmodellen des 16. und 17. Jahrhunderts aus dem Schütting, heute in der oberen Rathaushalle zu Bremen

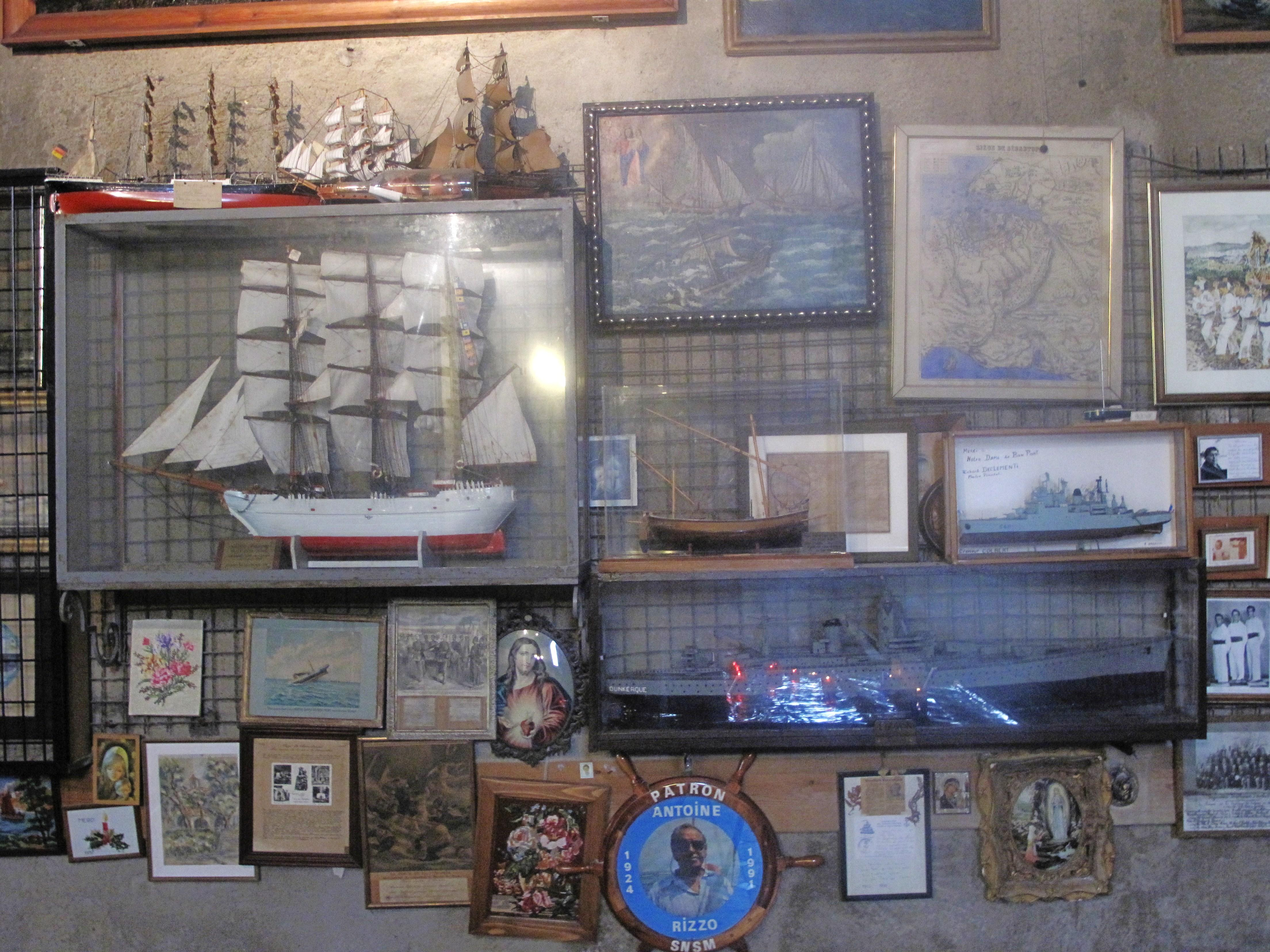
Votivschiffe und andere Votivgaben in der Kapelle Notre-Dame de la Garoupe, Cap d’Antibes, Alpes-Maritimes

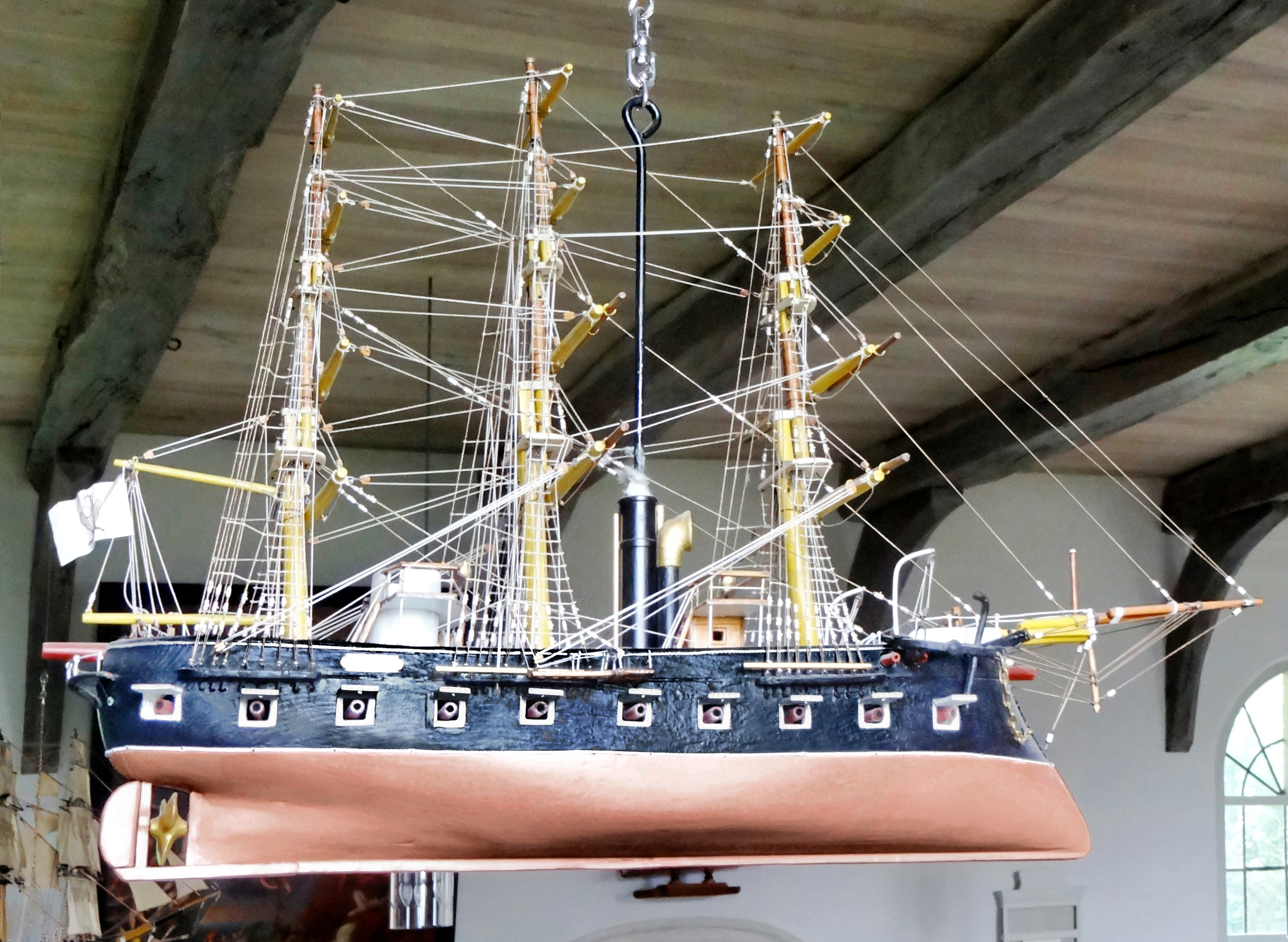
Die Modelle in der Schifferkirche in Arnis wurden von örtlichen Schiffern gestiftet.

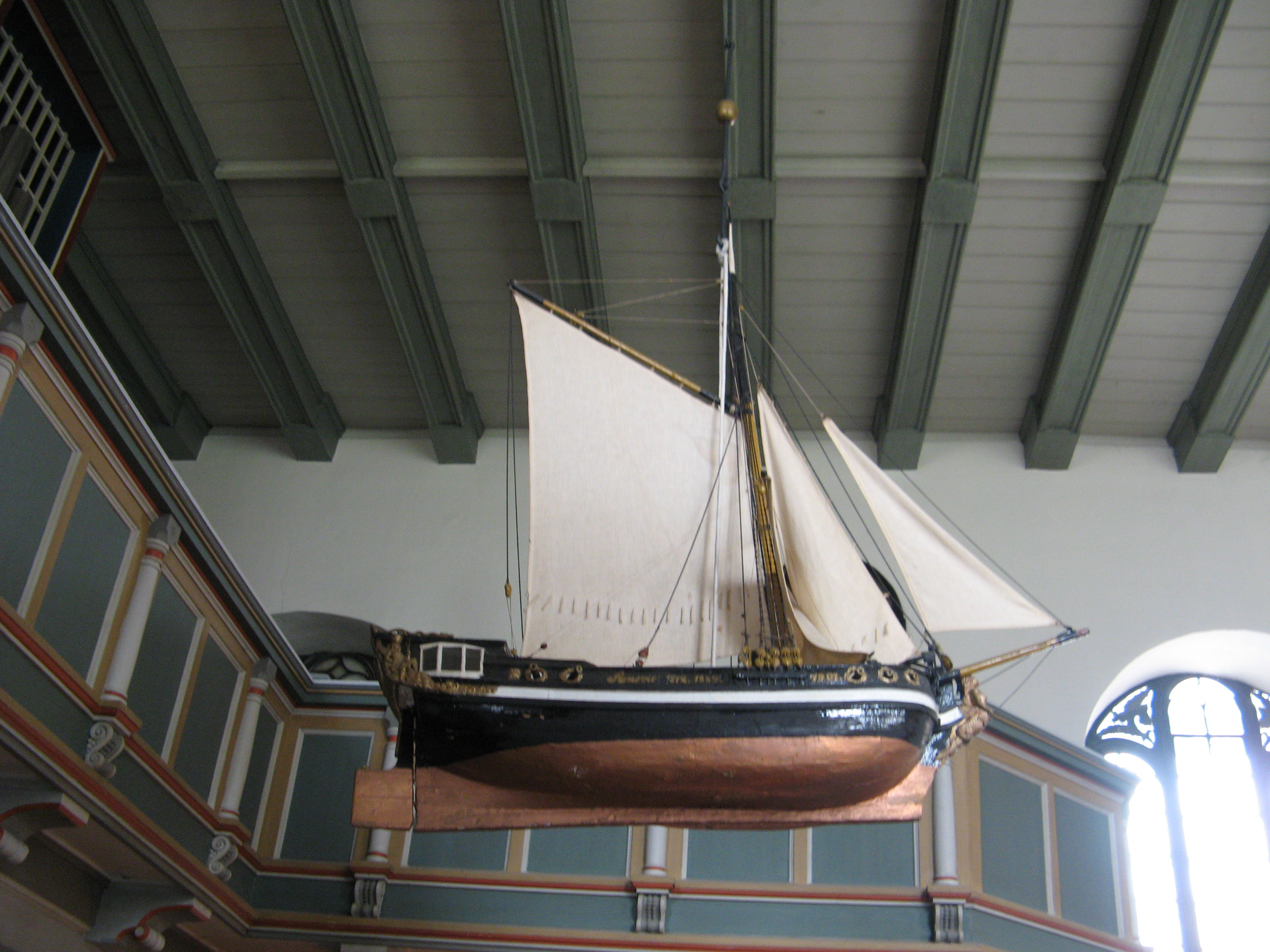
Votivschiff von 1738 in der St.-Christophorus-Kirche in Friedrichstadt

### Mittelalterliche Schiffsvotive
Richard Andree entwickelte 1904 anhand der süddeutschen katholischen Volksfrömmigkeit das Konzept der Votivgabe. Für Andree war es nicht zweifelhaft, dass die Volksfrömmigkeit in abgelegenen protestantischen Gegenden, etwa an der Küste, sich aus der gleichen mittelalterlichen oder noch älteren Quelle speiste.
Für diese These kann die Überlieferung herangezogen werden, dass Kaufleute in Seenot im 12. Jahrhundert die Hildesheimer Heiligen Bernward und Godehard anriefen und als Dank nach erfolgter Rettung Wachsschiffchen, im Einzelfall auch ein silbernes Schiffchen und einen kleinen Anker aus Silber im Hildesheimer Dom aufhängen ließen. Weitere schriftliche Hinweise zu mittelalterlichen Schiffsvotiven im Weserraum gibt es nicht. Das Ebersdorfer Koggenmodell ist eine Votivgabe des 15. Jahrhunderts; über die Umstände, wie es in eine sächsische Wallfahrtskirche gelangte, ist nichts bekannt.

### Schiffsreliefs und -modelle als berufsständische Selbstdarstellung
Seefahrer haben Schiffsdarstellungen in verschiedener Weise für ihre bürgerliche Selbstdarstellung genutzt, sei es als Bild, Relief oder dreidimensionales Modell. Beispiele aus dem Wesergebiet sind:
- Reliefs einer Galeere und einer Galeone auf dem Gildehaus der Flandernfahrer in Hameln, frühes 16. Jahrhundert;
- Relief eines Dreimasters unter vollen Segeln, Zwerchgiebel der Marktfront des Schütting in Bremen (1594);
- Schiffsmodelle aus dem Schütting, heute im Bremer Rathaus (16./17. Jahrhundert).

Eine religiöse Komponente haben Schiffsdarstellungen in Zusammenhang mit dem Grabkult von Seefahrern (Sargschilder, Sprechende Grabsteine). Oft wird ein Schiff dargestellt, das gerade in den Hafen einfährt bzw. dort angekommen ist. Diese Schiffsbilder weisen zugleich auf den Beruf des Verstorbenen hin. In diesen Kontext der „repräsentiativen Standesgaben“ stellte Steusloff auch folgenden Quellentext aus Wismar: Die Schiffszimmerleute gründeten 1411 eine Marienbruderschaft und stifteten anlässlich dieser Gründung „das Schiff in St. Nicolai und die Lichter vor dem Marienbild.“

### Das „Votivschiff“ von Landkirchen
Für die Olympia-Ausstellung „Mensch und Meer“ 1972 wurde das Kirchen-Schiff von 1617, das in der Petrikirche in Landkirchen auf Fehmarn hing, restauriert; es wurde im Zusammenhang damit abwechselnd als Schiffsmodell und als Votivschiff bezeichnet. Das bis dahin so gut wie unbekannte Objekt wurde nun in der Kunsthalle zu Kiel frei aufgehängt der Öffentlichkeit präsentiert und war als „Kriegsschiff des 17. Jahrhunderts, Kirchenschiffsmodell“ ausgewiesen. Die Vermutung, es handle sich bei der Schiffsschenkung von 1617 um eine Votivgabe, wurde durch die damalige Untersuchung aber nicht bestätigt. Seine ursprüngliche Bestimmung war es, „der Stadt Lübeck als repräsentatives Dekorationsstück [zu] dienen“. Trotzdem war der Begriff Votivschiff damit in der Welt und wurde durch Publikationen vor allem von Henning Henningsen festgeschrieben.
Für den Zusammenhang Seenot, Gelübde, Rettung und Dank gibt es im nordeuropäischen, protestantischen Küstenraum „kaum einen Beleg“, und daher wird der Begriff Votivschiff von Steusloff als eine möglicherweise spontan ansprechende Deutung, aber aus wissenschaftlicher Sicht als sachlich falsch beurteilt. Köslin kommt zu dem gleichen Schluss: „Gewiß wird man konzedieren müssen, daß hinter jeder Stiftung … an die Kirche der Versuch eines Menschen stehen kann, sich Gott geneigt zu machen. Aber diese … Hoffnung unterscheidet sich doch prinzipiell von der klaren und veröffentlichten Struktur des Aktes der … Votation.“

### Katholische Votivschiffe
Echte Votivschiffe befinden sich in katholischen Kirchen an der Atlantik- und Mittelmeerküste. Ein Beispiel ist die Bretagne. Mitte des 17. Jahrhunderts wirkte der Jesuitenorden in dieser Landschaft und förderte das Votivwesen verbunden mit der Marien- und Annenverehrung. Sie galten als die Fürsprecher, die in Seenot geholfen hatten. Häufig wurden Votivgaben durch die Buchstaben V.F.G.A. (Votum fecit, gratiam accepit: „[der Seemann XY] hat ein Gelübde abgelegt, [Maria/die heilige Anna] hat den Dank empfangen“) eindeutig als solche gekennzeichnet. In der Bretagne waren Schiffsmodelle die übliche Form einer maritimen Votivgabe. Sie wurden in Kirchen und Kapellen an der Decke aufgehängt. Das älteste erhaltene Exemplar ist ein Modell des Schiffs Maria in der Kapelle Notre Dame de Kermouster (Kirchspiel Lèzardrieux), das laut Aufschrift „durch mich, MM Le Guen, 1651“ der Kirche geweiht wurde. An der Mittelmeerküste sind Ex-voto-Schiffsbilder verbreiteter als Modelle.